# Croix gammée nazie

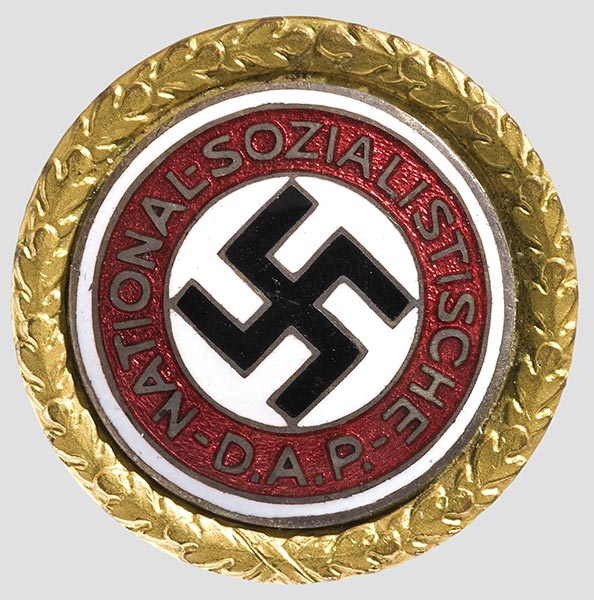
Emblème du parti nazi avec une croix gammée au centre ; la croix gammée était le symbole principal du Troisième Reich.

La croix gammée nazie (nommée en allemand Hakenkreuz, ce qui signifie « croix à crochets ») a été utilisée comme symbole par le dirigeant nazi Adolf Hitler et le Parti national-socialiste des travailleurs allemands (NSDAP) en raison de son association avec les peuples « aryens » (d’origine probablement indo-européenne) dont ils se réclamaient.
La croix gammée nazie est une représentation lévogyre (qui tourne à gauche) du svastika, mais l'emploi de cet adjectif ne fait qu'entretenir la confusion, car il existe deux interprétations possibles au sens de rotation : si l'on considère qu'il s'agit à l'origine de la représentation symbolique de deux torches en rotation se croisant à 90° et allumées à chaque extrémité, alors la rotation s'effectue dans le sens inverse de celui indiqué par les pointes, lesquelles représentent le déplacement des flammes (la traînée) en raison du vent généré par la rotation ; ce sont donc les coudes de la croix (et non la pointe des barres) qui indiquent son sens de rotation. Mais l'on peut aussi suivre l'illusion perceptive créée par la courbure des branches et considérer que le sens de rotation serait celui "indiqué" par la pointe des barres supérieures, auquel cas le symbole serait dextrogyre (qui "pointe" à droite). Aucun point de vue ne fait l'unanimité et le débat reste ouvert en occident, tandis qu'en Inde, lorsque les bras supérieurs du symbole sont orientées vers la droite, on l'appelle Svastika et lorsqu'ils sont orientés vers la gauche, c'est un sauvastika.
En Occident, pour des raisons historiques, la croix gammée est généralement associée au nazisme : en effet, même si le symbole était largement diffusé en Europe dans l’Antiquité, son usage plus récent n'était plus visible qu'épisodiquement dans des détails artistiques ou architecturaux, tandis qu'au Canada "Swastika" était au début du XXème siècle une ville minière en Ontario et aussi une marque populaire d'allumettes fabriquées à Hull, au Québec, dont le logo sur chaque boîte était très similaire à celui qu'adoptera ultérieurement le NSDAP en Allemagne ; ce qui n'est pas le cas en Asie où son usage associé au bouddhisme est resté jusqu'à nos jours nettement plus visible et fréquent.
Le svastika noir, emblème du nazisme, a été transformé en l'inclinant à 45° sur un disque blanc, position moins courante que celles des svastikas indiens qui sont tantôt lévogyres, tantôt dextrogyres. En termes héraldiques, il ne s'agit donc pas à proprement parler d'une « croix », comme le svastika d'origine, mais plutôt d'un « sautoir gammé ».
La croix gammée fut adoptée par le NSDAP, avant sa fondation, alors qu'il n'était encore que le « Parti des travailleurs allemands » (DAP), et devint dès 1920 son emblème officiel. Selon Hitler dans Mein Kampf, le blanc représente le nationalisme, le rouge le social, et la croix gammée la race aryenne.

## Origines du symbole
Le terme « gammée » renvoie à la lettre grecque « gamma » majuscule (« Γ »), à laquelle ressemblent les quatre branches de la croix. En allemand (Hakenkreuz), le mot se traduit par « croix à crochets ».
Les premières représentations de ce symbole ont été retrouvées dans la culture de Vinča en Serbie, en Grèce, en Mésopotamie et en Élam, et datées de 5 500 à 2 500 ans av. J.-C.. Sa diffusion passe par la Méditerranée jusqu'à atteindre le Nord de l'Europe durant l'âge du fer. Au IVe siècle av. J.-C., elle aurait gagné l'Inde, et au siècle suivant, la Chine. Dans toute l'Asie, le svastika est un symbole important pour les religions hindouiste, bouddhiste et jaïniste.
Dans l'Europe chrétienne, la croix gammée continue à être employée sporadiquement jusqu'au début du XXe siècle.

### Croix du svastika

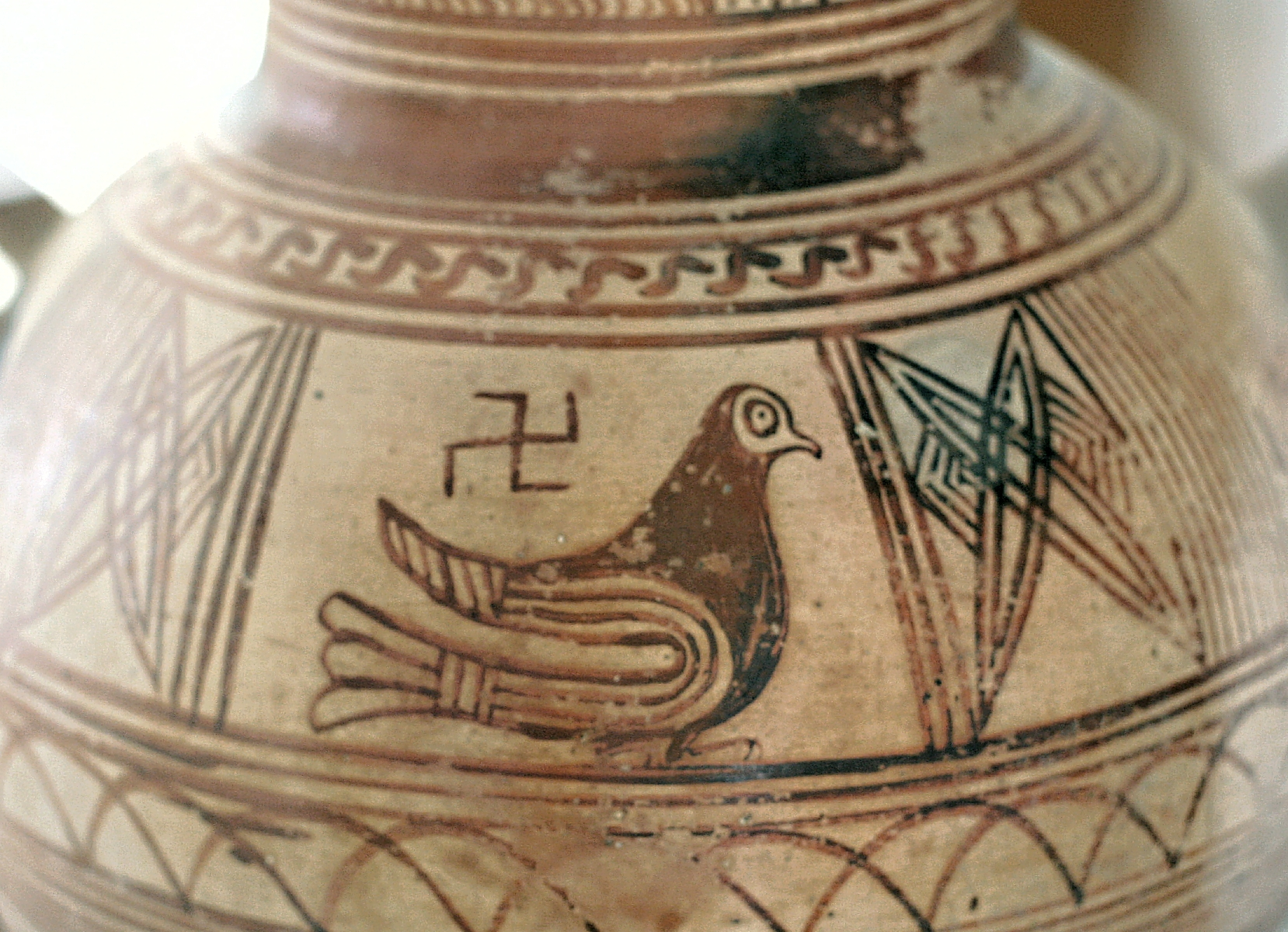
Oiseau et svastika (lévogyre), détail d'amphore,, Musée archéologique de Théra à Santorin.

Au début du XXe siècle, le svastika était connu en Occident comme symbole indien auspicieux, particulièrement chez les Britanniques ayant servi dans l’armée des Indes.
Il était également considéré comme un symbole indo-européen, ou plus spécifiquement aryen. Émile Burnouf, orientaliste, voyait dans les Aryens une race supérieure à tendance panthéiste, supérieure aux Sémites monothéistes. Consulté par Heinrich Schliemann à la suite de sa découverte de svastikas sur le site supposé de Troie, il prétendit y reconnaître un brasier rituel et déclara le symbole typiquement aryen. Cette idée fut répandue par de nombreux auteurs, en particulier Guido von List, poète nationaliste allemand.
Le svastika lévogyre ou dextrogyre était donc employé en Europe comme simple porte-bonheur d’origine indienne (en particulier en Angleterre), ou comme emblème combinant valeur propitiatoire et identité ethnique indo-européenne (sans être obligatoirement lié à une idéologie raciste). En Allemagne cependant, d'autres mouvements nationalistes populistes dits völkisch l’utilisaient sous sa représentation lévogyre ou dextrogyre, indifféremment. La version nazie, sous l'influence d'Alfred Rosenberg, auteur principal de la théorie raciale du Troisième Reich, voyait dans les Aryens un peuple de « maîtres » ancêtres des Germains ayant envahi l'Europe du Nord, et faisait du svastika, selon les propres mots de Hitler, le « symbole du combat pour la victoire de l'Aryen ». Selon José Manuel Erbez, spécialiste des drapeaux, « l’ordre des Nouveaux Templiers » fondé par Lanz von Liebenfels en Autriche avait également pour emblème un svastika de « supériorité aryenne » entouré de quatre fleurs de lys.

## Forme définitive de l'emblème nazi

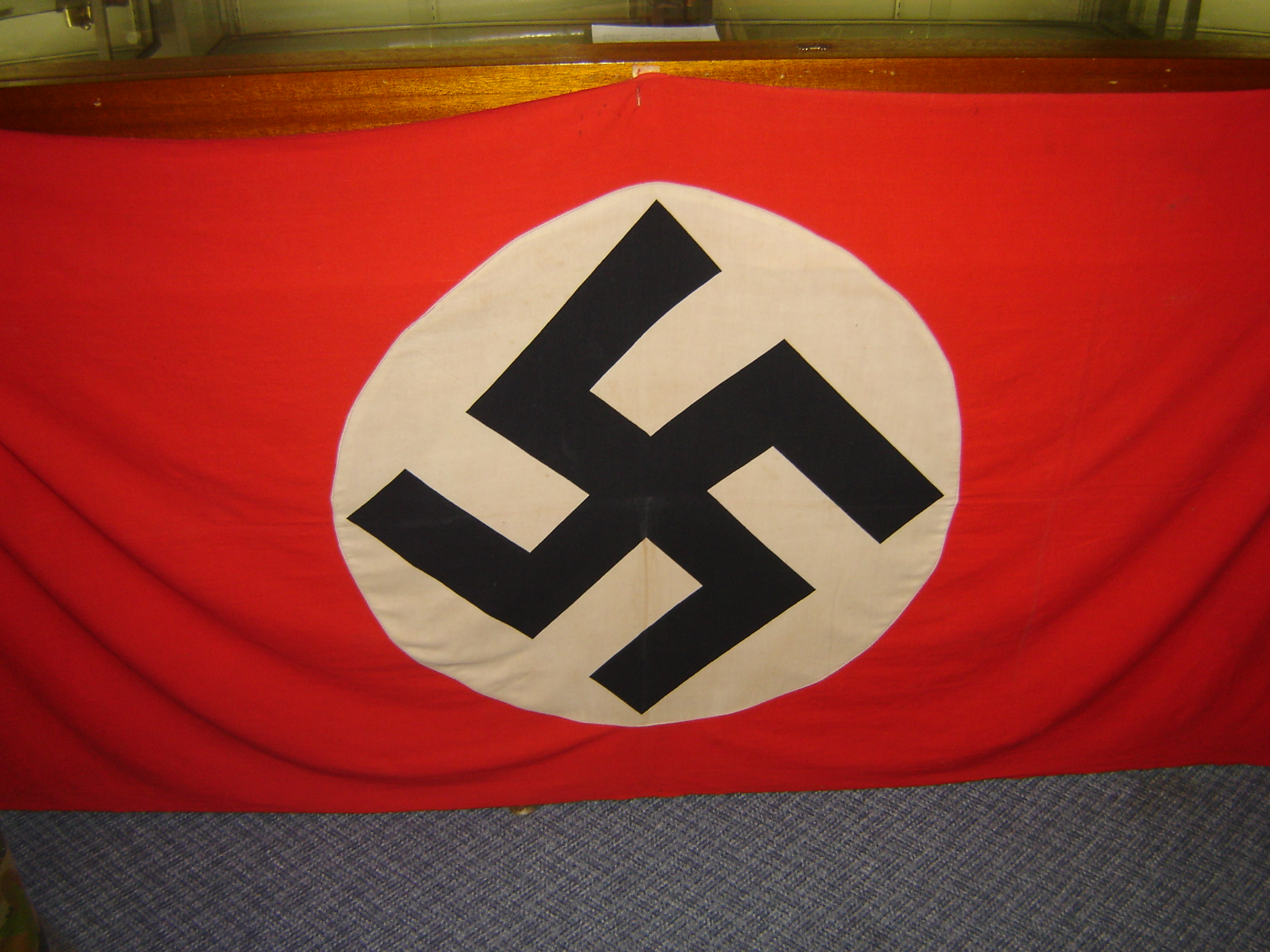
Drapeau nazi capturé par les troupes du Commonwealth en Afrique du Nord.

Dans Mein Kampf, Adolf Hitler présente le débat qui a entouré l’élaboration de l’insigne nazi, pour laquelle un véritable concours d’idées fut lancé. Hitler accordait non seulement de l’importance au symbole, mais surtout au choix des couleurs (rouge, blanc, noir : couleurs de l’Empire allemand, supposément « trahi par les “criminels de novembre” »). Il justifie son choix, notamment par le souci qu’il avait de renforcer l’impact visuel de l’emblème nazi et explique aussi le rôle qu’il a joué dans sa conception :
« Moi-même, cependant, après de nombreuses tentatives, je m’arrêtai à une forme définitive : un rond blanc sur fond rouge, et une croix gammée noire au milieu. Après de longs essais, je trouvai aussi une relation définie entre la dimension du drapeau, la grandeur du rond blanc, la forme et l’épaisseur de la croix gammée. Et c’est resté ainsi. »
La croix gammée devient progressivement un des emblèmes de propagande nazie.
L'origine de la croix gammée nazie remonte à un groupuscule du mouvement völkisch, la société Thulé, loge munichoise de l'ordre des Germains à laquelle était lié le Parti ouvrier allemand (DAP), lui-même à l'origine du NSDAP. Un membre de cette société, Friedrich Krohn, mentionné dans Mein Kampf, propose en mai 1919 l'adoption par le DAP du svastika lévogyre — tournant vers la gauche, soit dans le sens inverse des aiguilles d'une montre : les lettres grecques majuscules « gamma » (« Γ ») sont alors inversées comme dans un miroir — en tant qu’emblème du parti (la société Thulé et l'ordre des Germains recouraient déjà au symbole du svastika, quel que soit son sens de giration, vers la droite ou vers la gauche). Comme l'établit Nicholas Goodrick-Clarke, « Hitler choisit le svastika lévogyre (tournant vers la gauche, dans le sens contraire des aiguilles d’une montre) et fit prévaloir son opinion sur celle de Krohn lors de la réunion du comité qui fit le choix du logotype du parti ; Krohn eut néanmoins le privilège de choisir les couleurs : svastika noir sur un rond blanc au centre d'un champ rouge. » Ce symbole est utilisé pour la première fois publiquement le 20 mai 1920 par le DAP.

## Variantes
Il existe plusieurs variantes de la croix gammée nazie :
- la croix noire inclinée à 45° sur un disque blanc (exemple : drapeau du NSDAP puis du Troisième Reich) ;
- la croix noire inclinée à 45° placée dans un carré incliné blanc, lui-même placé dans un losange vertical rouge et blanc (exemple : les Jeunesses hitlériennes) ;
- la croix noire inclinée à 45° bordée de blanc et de noir sur un disque blanc (exemple : enseigne de guerre) ;
- la croix noire non inclinée, bordée de blanc et de noir sur un disque blanc (exemples : fanion personnel de Hitler entouré d'une couronne dorée ; Schutzstaffel, emblèmes des divisions SS ; Reichsdienstflagge, drapeaux utilisés par les administrations et bateaux civils, entourés d'un cercle noir) ;
- les petites croix inclinées à 45° or, argent, noir ou blanc, parfois entre les serres d'un aigle (badges, décorations et drapeaux) ;
- la croix aux branches incurvées formant un cercle brisé (division SS « Nordland », qui était une division composée d’étrangers).

On peut par ailleurs relever cette autre utilisation suivante :
- la croix rouge (emblème utilisé par la Lettonie durant la Seconde Guerre Mondiale, notamment dans sa lutte aux côtés de l’Allemagne contre l’Union soviétique)[réf. nécessaire].

Quelques variantes de la croix gammée nazie
Emblème des Jeunesses hitlériennes.
Drapeau de la Wehrmacht de 1938 à 1945, visible notamment en tant que pavillon des navires de la Kriegsmarine.
Emblème personnel d'Adolf Hitler.
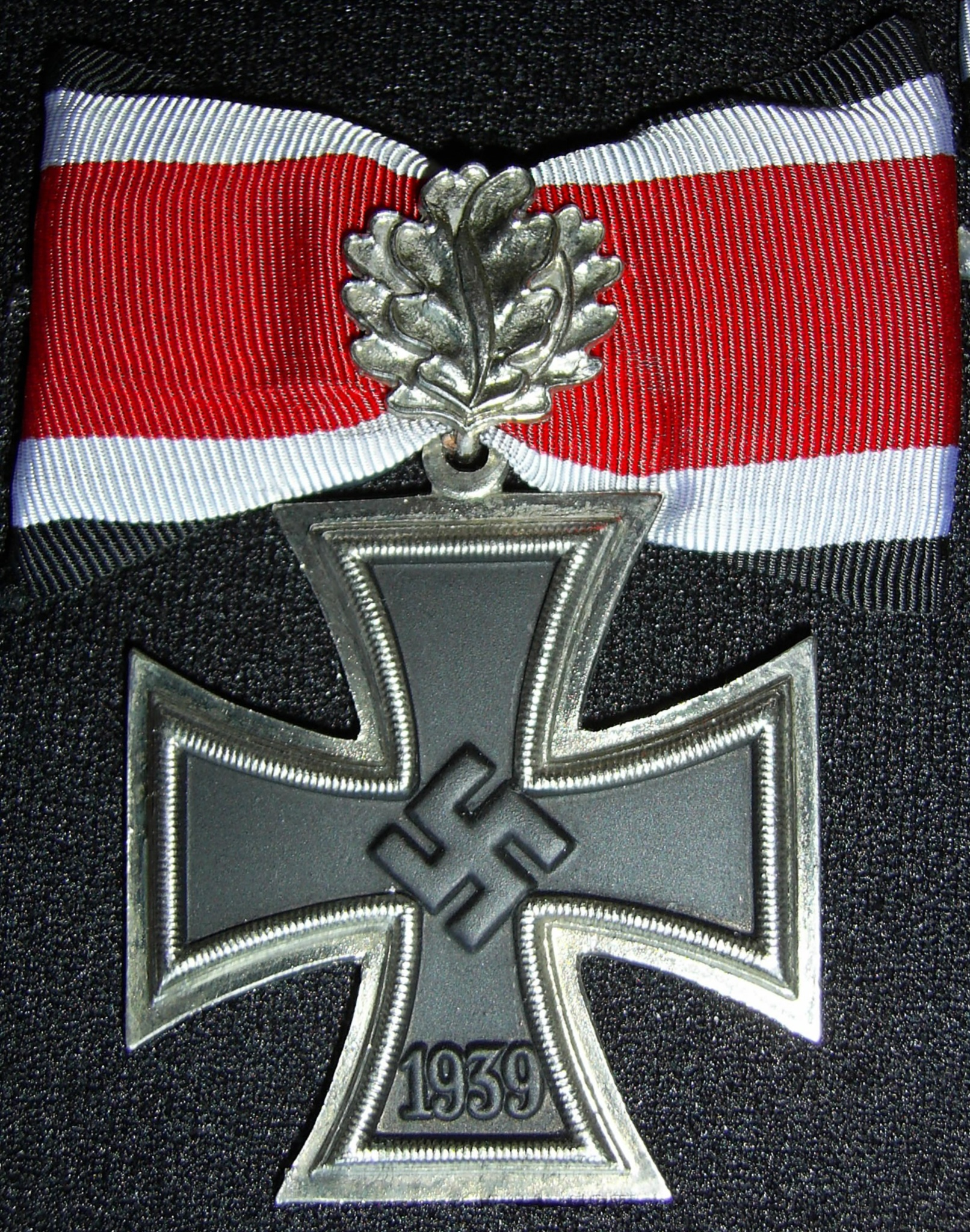
Croix de chevalier de la croix de fer avec feuilles de chêne.
Emblème de la division SS « Nordland », division composée de Scandinaves dont des Danois ; cette croix gammée incurvée est aussi appelée « croix solaire brisée ».

La croix gammée de l'aigle du Reich (« Reichsadler ») présente partout dans la vie des Allemands
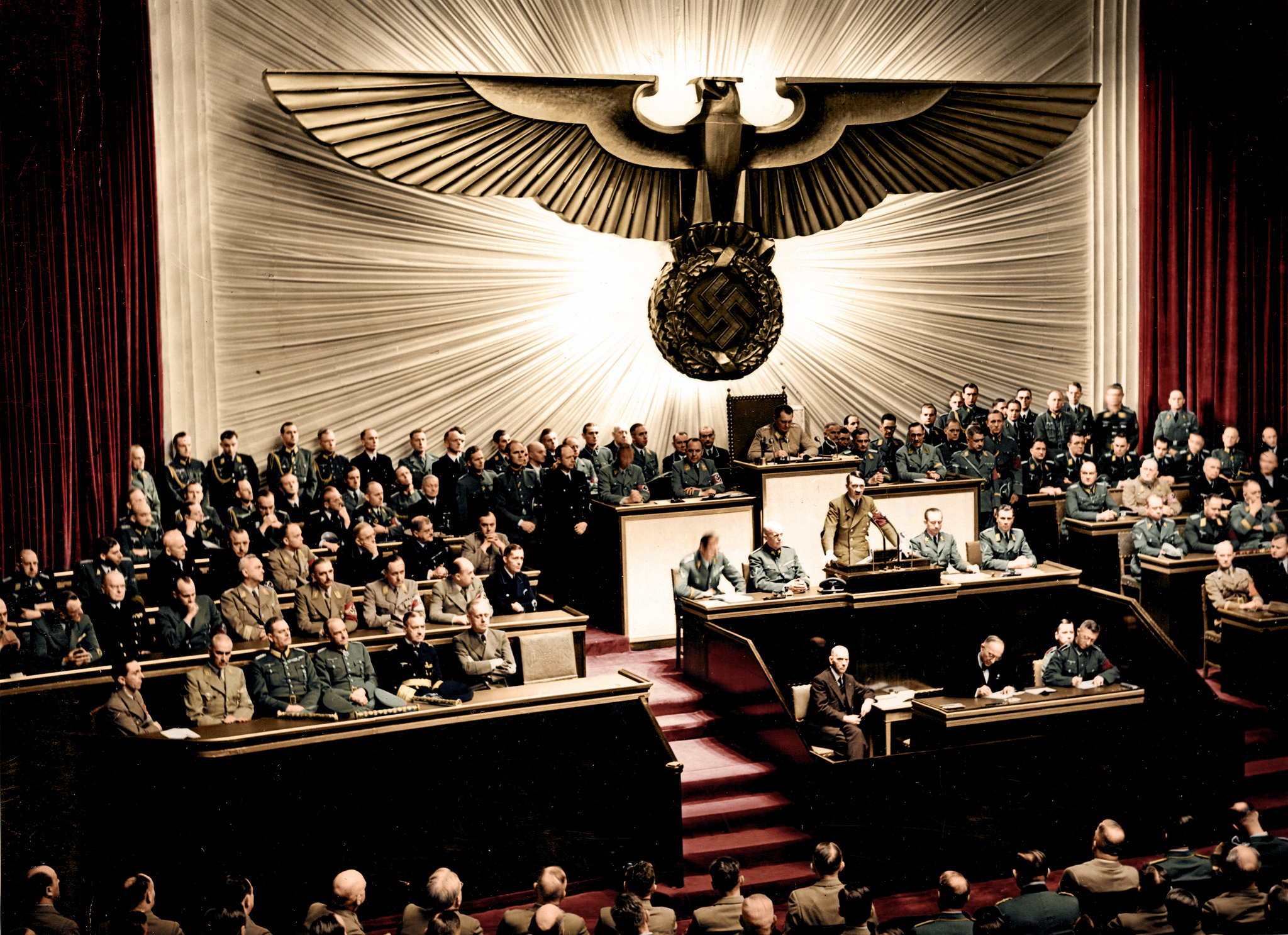
Au Reichstag, immense Reichsadler avec sa croix gammée derrière l'orateur (ici Hitler le 11 décembre 1941).
- L'« Ahnenpass » d'un Allemand, Tjapko Antoon van Bergen (1903-1944).
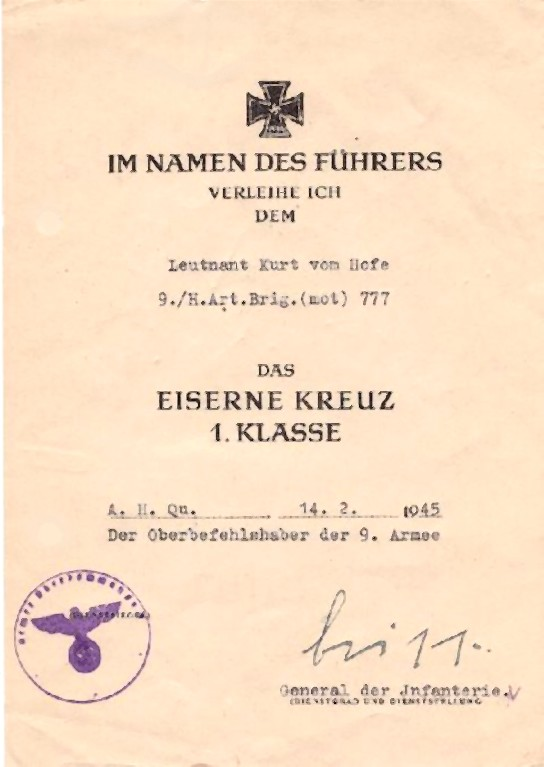
Document d'attribution d'une croix de fer en février 1945 avec son tampon caractéristique du Reich.
Fanion, à partir de juillet 1940, du chef de l'OKW, le Generalfeldmarschall Keitel.
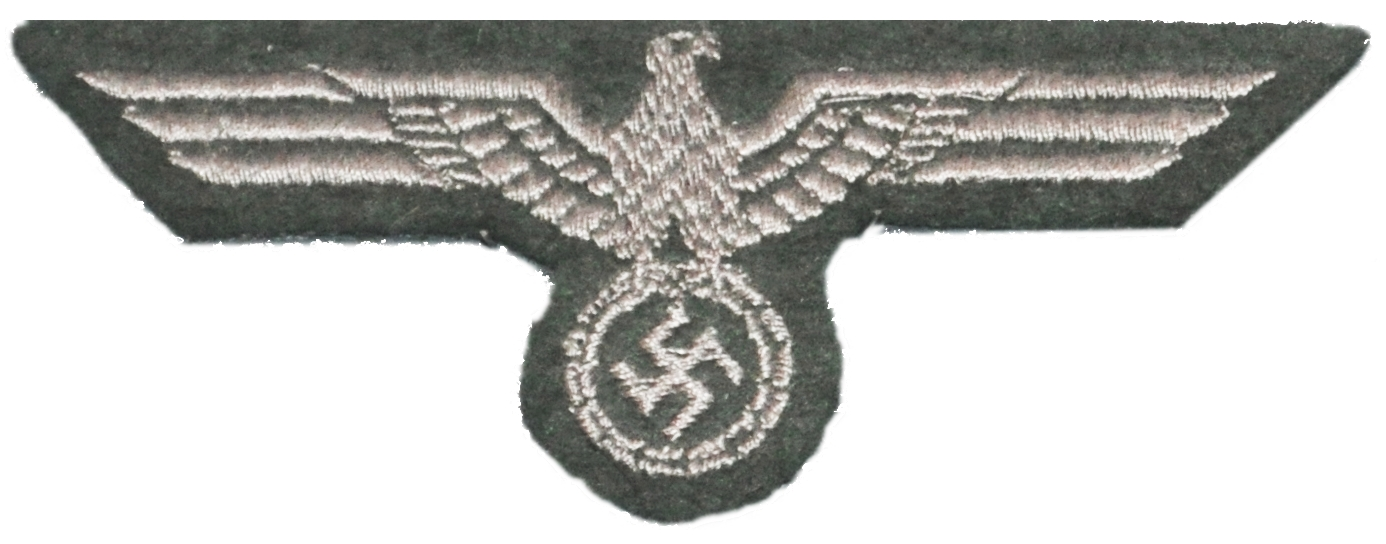
Aigle de poitrine d'un uniforme de troupe blindée.
Insigne de casque dans la Kriegsmarine.

## Usage officiel

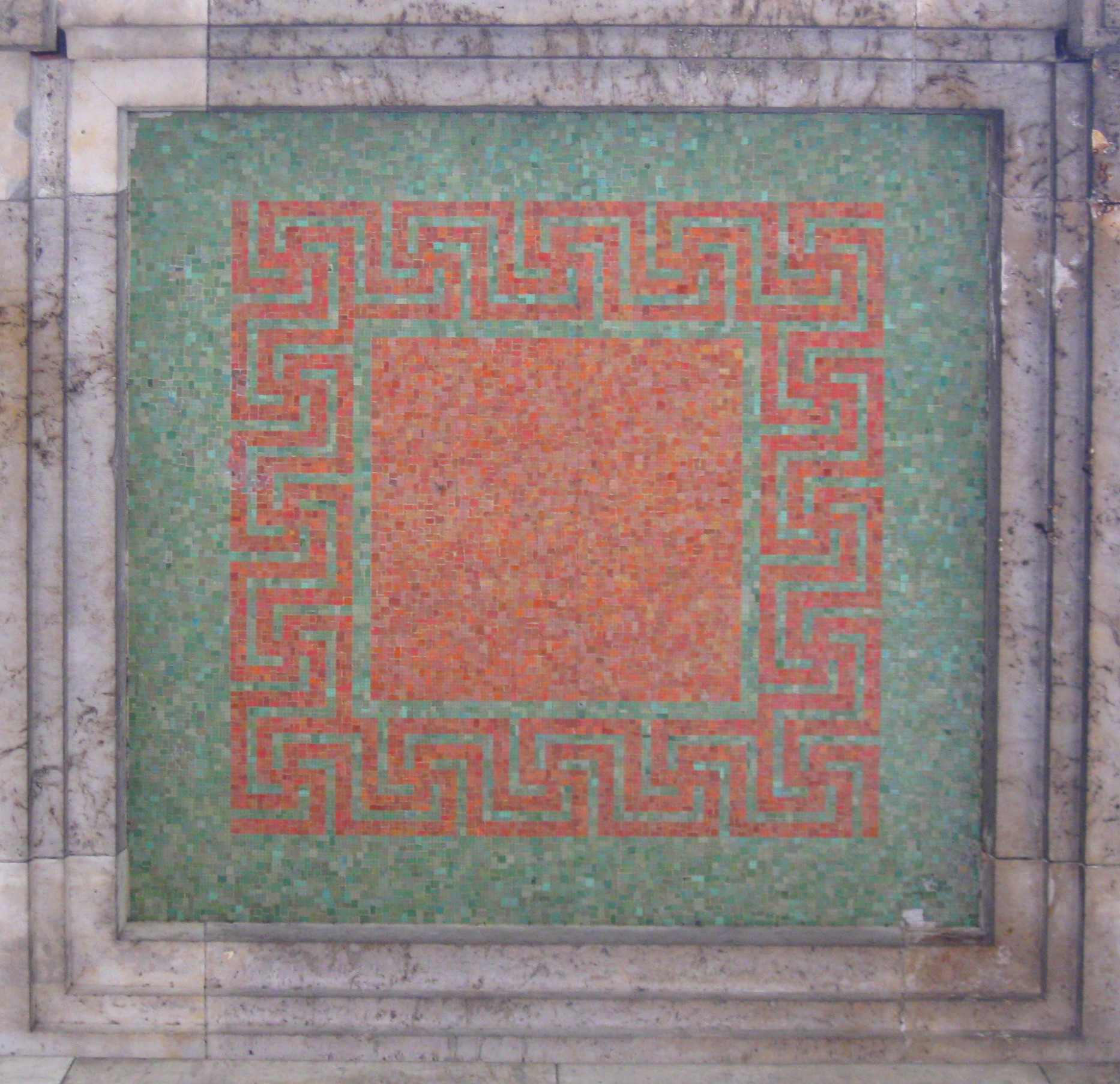
Détail du plafond de la colonnade de la Haus der Kunst de Munich (achevée en 1937), présentant un motif de croix gammée nommé nandyâvarta.

La croix gammée apparaissait sur tous les drapeaux, badges et brassards du NSDAP, ainsi que sur des décorations comme la croix de fer de la seconde guerre mondiale.
D'après Jose Manuel Erbez, c’est au lac Tegernsee que furent montrés les premiers drapeaux nazis, de facture artisanale, mais aucun n’a été conservé. Leur premier usage officiel public date du « Ortsgruppe München » (en français :  « groupe local de Munich »).
Le 14 mars 1933, un mois et demi après l’accession de Hitler au poste de chancelier, le drapeau nazi fut hissé en même temps que le drapeau national, devenant ainsi « co-drapeau » national.
À l'occasion du congrès de Nuremberg du 15 septembre 1935, il devint le seul drapeau national.
Des associations civiles telles que la « Reichsbund Deutsche Jägerschaft » (en français : « Association nationale des chasseurs allemands ») utilisèrent également un brassard marqué d’une croix gammée.

## Après la Seconde Guerre mondiale

### Hors d'Europe
À Taïwan, la croix gammée est perçue comme un symbole bouddhiste, la dimension idéologique de l'emblème nazi et même la Shoah étaient jusqu'au milieu des années 1980 ignorées de la plupart des gens. La croix gammée pouvait évoquer la puissance militaire allemande, et occasionnellement se voir sur des accessoires de moto ou des emballages de maquettes d'engins de la Seconde Guerre mondiale[réf. nécessaire]. Son usage fut presque totalement abandonné après que les représentations allemande ainsi qu'israélienne eurent protesté contre une campagne publicitaire sur le flanc des autobus de Taipei. La croix gammée y figurait pour vanter la qualité technique et la solidité d'un produit électroménager.[réf. nécessaire]
Dans le documentaire Anaconda du DVD « live » du groupe Rammstein, une anecdote est rapportée par l’agent du groupe : au Mexique, des fans, croyant que la croix gammée faisait partie intégrante de la culture allemande, arboraient ostensiblement ce symbole lors de dédicaces. Le groupe dut émettre un communiqué dans lequel il expliquait que ce symbole n'était pas vraiment le bienvenu aux concerts ni aux séances de dédicace.
Lors de son procès, Charles Manson arborait une croix (en « X ») incisée sur le front avec un couteau, croix qu'il transformera plus tard en croix gammée.

### En Europe
Mise dans un contexte de dérision, la croix gammée est utilisée comme symbole antiraciste : croix gammée mise à la poubelle, panneau d'interdiction de la croix gammée, etc.
Dans plusieurs pays d'Europe, en particulier en Allemagne (selon le Strafgesetzbuch section 86a (de), c’est-à-dire l’article 86a du Code pénal allemand), il est interdit d'employer la croix gammée autrement qu'à des fins de représentation historique sous peine de prison. Ainsi les dessins de croix gammée mise à la poubelle étaient paradoxalement illégaux jusqu'en 2007 à cause de lois contre les symboles nazis.
Ainsi, il fallut en Europe censurer les croix gammées de l'épisode de South Park La Passion du Juif (4e épisode, saison 8). Dans le dessin animé La Ligue des justiciers, les nazis employaient donc non pas une croix gammée mais une Sieg Rune, le symbole de base de la SS lorsque la rune en question est doublée. En effet, cet épisode se déroule dans un univers parallèle (dystopique) où les nazis ont gagné la guerre, donc non historique, certaines scènes ayant lieu dans les années 2000 de l’univers correspondant inventé.
Sa grande présence tout autour des Allemands et ce que représentait cette croix ont aussi eu un impact sur la vision des gens sur l'Allemagne surtout sur les nazis en dehors de l’Allemagne. La croix gammée étant associée au régime nazi devient une source d’inspiration pour les Allemands ou encore ceux qui souhaitent s’en inspirer pour tenter de prendre le pouvoir dans leurs pays.
En France, la croix gammée est définie par la jurisprudence comme un symbole de l'idéologie nazie ; son utilisation à des fins de diffamation ou de propagande est punie par la loi, mais est autorisée à des fins artistiques (réalisation de films historiques, de tableaux, etc.) ou religieuses (les images de dieux hindous arborant le svastika sont par exemple autorisées, que les images aient été ou non réalisées sur le territoire français).
Cette croix a été aussi utilisée au Danemark au début du XXe siècle, bien avant son appropriation par le parti nazi : le symbole est notamment gravé sur l'un des éléphants qui soutiennent la porte des Éléphants (en) du quartier Carlsberg (en) à Copenhague. Il est dans ce cas probable que la présence de cette croix sur un éléphant d'Asie équipé soit une allusation à la mystique indienne.
Comme élément non nazi, la croix gammée dextrogyre est encore utilisée de nos jours par l'aviation militaire finlandaise, pour certaines de ses unités, par exemple : le Karelia Air Command (en) ; l'École de l'air finlandaise (en)…

Exemples de croix gammées visibles en Europe après la seconde guerre mondiale
Emblème actuel de l'École de l'air finlandaise (en). La croix gammée est également visible dans l'insigne qui se trouve en haut à gauche, mêlée à une hélice, lequel insigne est proche de l'insigne d'épaule (ou de manche) porté dans l'École.
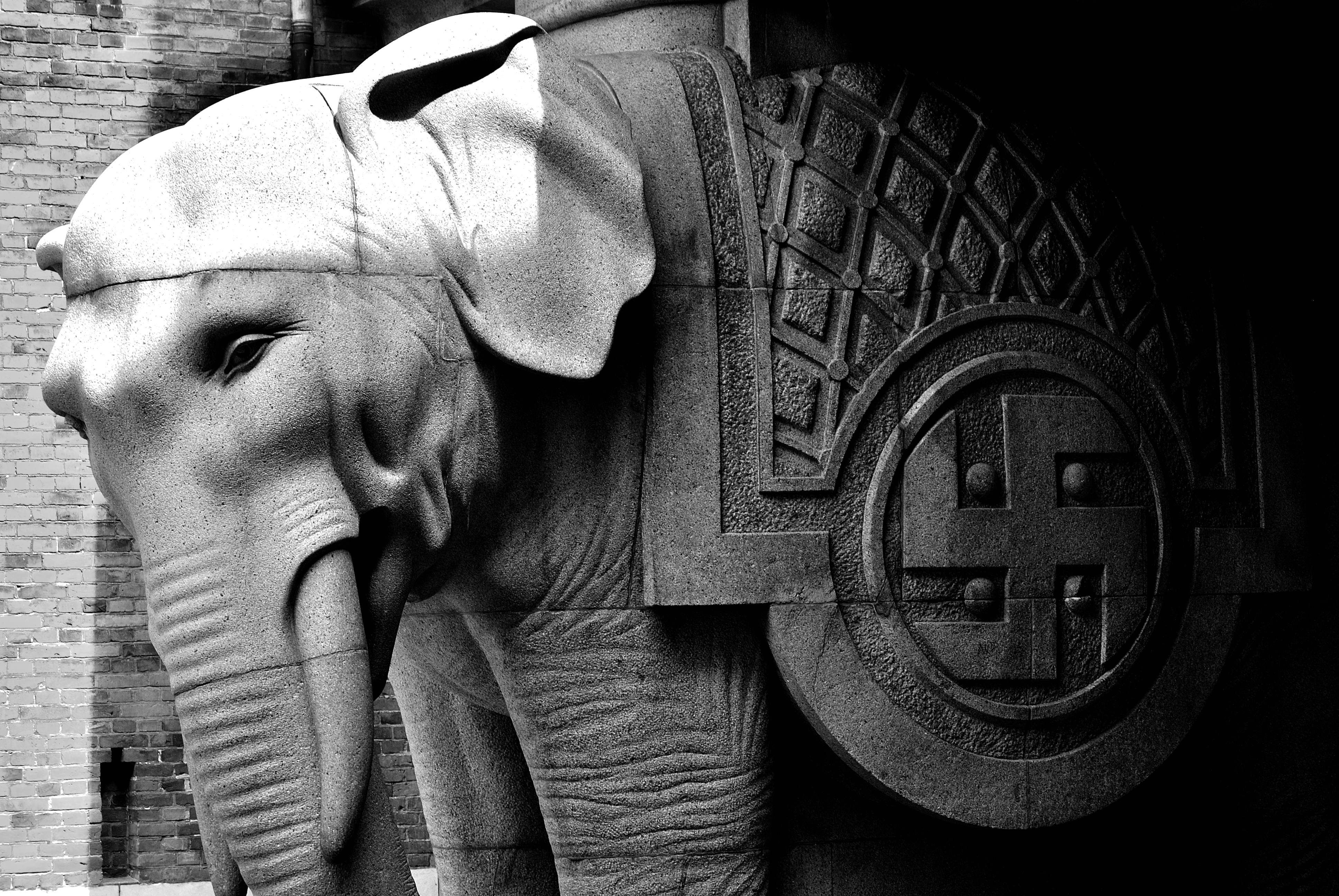
Copenhague, quartier Carlsberg (en), porte des Éléphants (en), détail d'un des éléphants sculpté au début du XXe siècle, portant une croix gammée. Il convient d'observer que la division SS « Nordland », composée de Scandinaves dont des Danois, avait adopté en 1943 ce type de croix incurvée (croix solaire brisée) dans son emblème (voir photo ci-dessus).
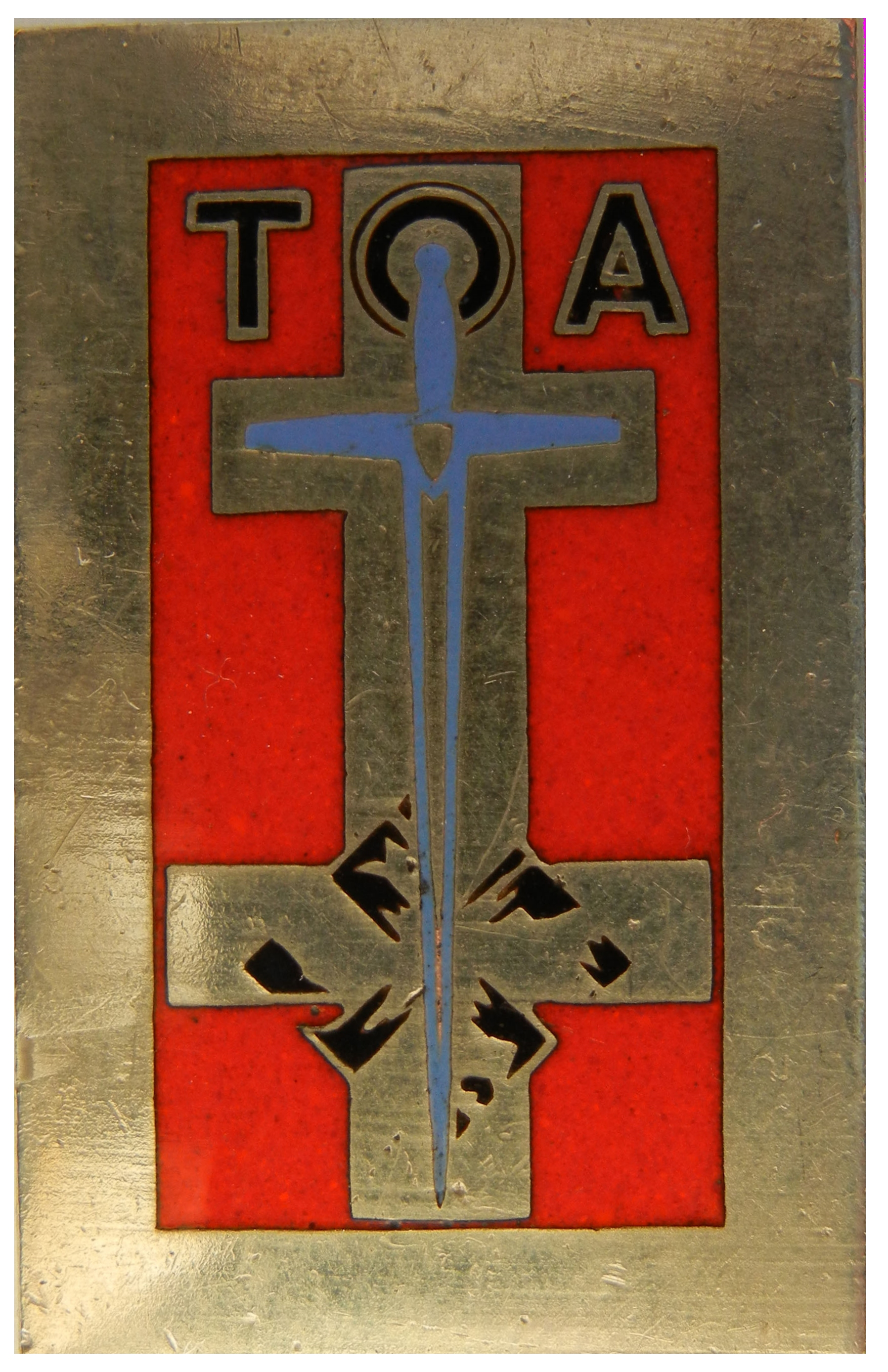
Insigne des troupes françaises d'occupation en Allemagne (1945-1949). L'épée française fracasse la croix gammée nazie.
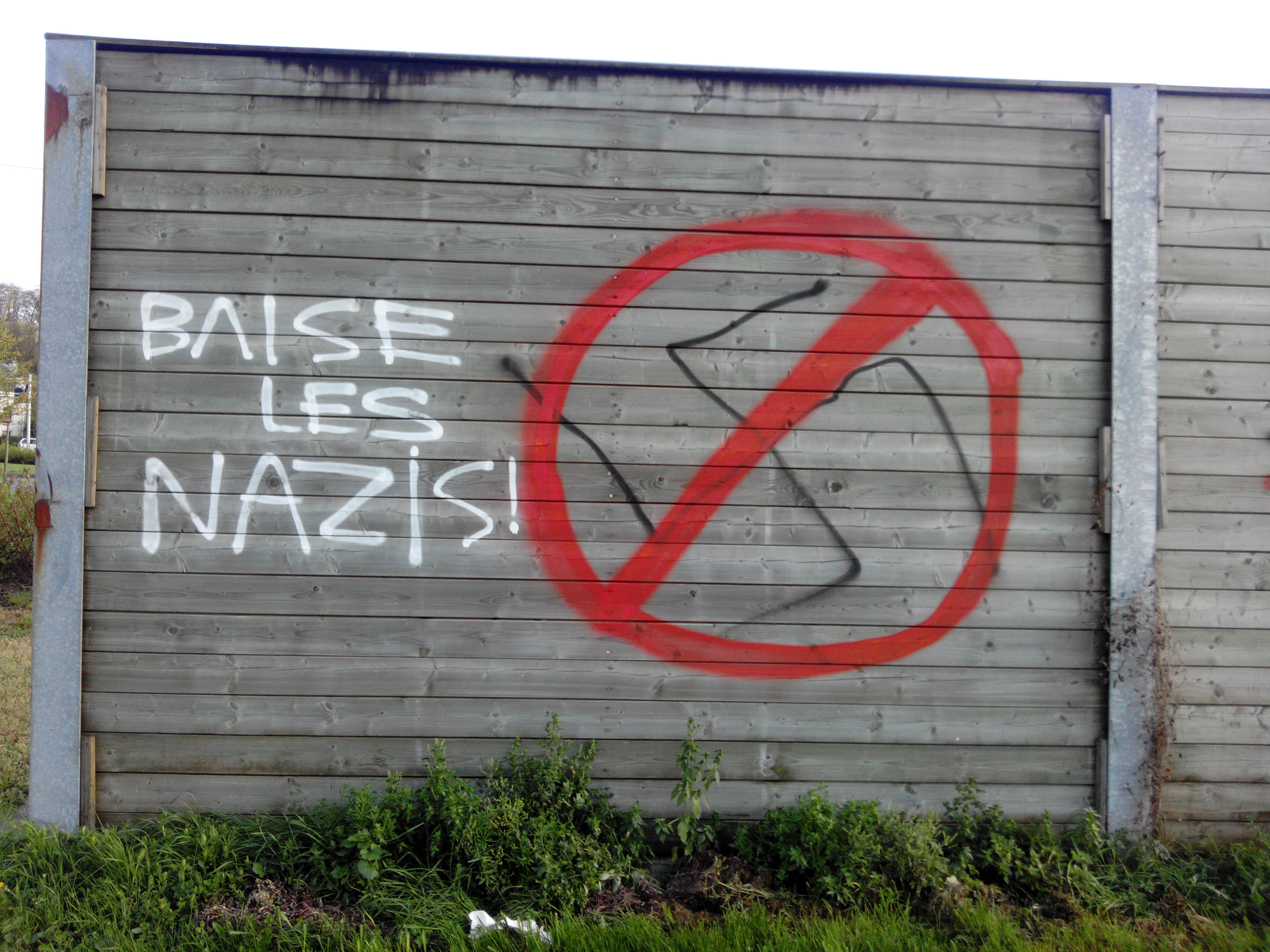
Sur un panneau anti-bruit, une croix gammée a été détournée comme symbole anti-raciste (cliché de 2014 en Belgique).